# Mistrovství světa v zápasu řecko-římském 1970
Mistrovství světa v zápasu řecko-římském proběhlo v Edmontonu, Kanada v roce 1970. 

## Výsledky
| Kategorie | Zlato              | Stříbro            | Bronz               |
| --------- | ------------------ | ------------------ | ------------------- |
| 48 kg     | Gheorghe Berceanu  | Vladimir Zubkov    | Bernard Szczepański |
| 52 kg     | Petar Kirov        | Saburo Sugijama    | Boško Marinko       |
| 57 kg     | János Varga        | David Hazewinkel   | Rustam Kazakov      |
| 62 kg     | Hideo Fudžimoto    | Slavko Koletić     | Georgi Markov       |
| 68 kg     | Roman Rurua        | Simion Popescu     | Takaši Tanoue       |
| 74 kg     | Viktor Igumenov    | Werner Schröter    | Petros Galaktopulos |
| 82 kg     | Anatolij Nazarenko | Petar Krumov       | Milan Nenadić       |
| 90 kg     | Valerij Rezancev   | Czesław Kwieciński | Venko Cincarov      |
| 100 kg    | Pelle Svensson     | Ferenc Kiss        | Nikolaj Jakovenko   |
| +100 kg   | Anatolij Roščin    | József Csatári     | Nicolae Martinescu  |